# Bornmeister
Der Bornmeister war im 16. und 17. Jahrhundert eine Aufsichtsperson in einer Saline. In anderen Gegenden, z. B. in Halle wurde er Äugler, Ögler oder Oigler genannt. Die Bezeichnung Äugler wurde abgeleitet von seiner Hauptaufgabe, der Verteilung der Sole, denn er musste bei der Verteilung ein wachsames Auge haben.
Der Bornmeister (Äugler) beaufsichtigte in der Saline die Arbeit der Bornknechte, damit diese die Verteilung der Sole ordnungsgemäß und gewissenhaft durchführten. Außer dem Bornmeister gab es auch Ober- und Unterbornmeister. In den Salzwerken in Lüneburg wurde der Bornmeister Seiger genannt.